# Белоградчик (фортеця)
Фортеця Белоградчика (болг. Белоградчишка крепост), також відома як Калета (болг. Калето, від тур. kale — «фортеця») — старовинна фортеця, розташована на північному схилі Балканських гір в Болгарії на північний захід від міста Белоградчика; головна культурна та історична цінність Белоградчика нарівні зі скелями. Є однією з тих фортець Болгарії, які добре збереглися до наших днів і є пам'ятником культури Болгарії.
Товщина стін фортеці становить 2 м біля основи, висота — 12 м. Три окремі укріплені частини з'єднані одна з одною за допомогою воріт. Площа фортеці — 10210 м². Пізніше фортецю було реконструйовано, щоб стати пам'ятником культури Болгарії, і в даний час належить керівництву історичного музею.

## Історія
Фортецю було закладено і побудовано ще в часи Римської імперії. Скелі, які там перебували, слугували хорошим природним захистом, тому стіни були побудовані в основному на північному заході і південному сході. Висота фортеці досягала в деяких місцях 70 м. Сама фортеця служила всього лише пунктом спостереження, а не оборонною спорудою. У XIV столітті цар Іван Срацимир розширив фортецю, добудувавши кілька веж і стін перед масивами скель. При його правлінні фортеця Белоградчика стала найважливішою цитаделлю Болгарії, поступаючись за розмірами і важливістю тільки фортеці Баба Виду в місті Видин, тодішній болгарській столиці.
У 1396 році турки захопили фортецю і не тільки відбудували заново, але й посилили гарнізон для придушення повстань. На початку XIX століття фортецю знову перебудували, додавши кілька турецьких та європейських архітектурних елементів і запросивши для реконструкції французьких та італійських інженерів. У 1850 році фортеця відіграла важливу роль для придушення антитурецького повстання в Болгарії, а останній раз використовувалася в 1885 році в сербсько-болгарській війні. В даний час Белоградчик є музеєм-фортецею.

## Галерея

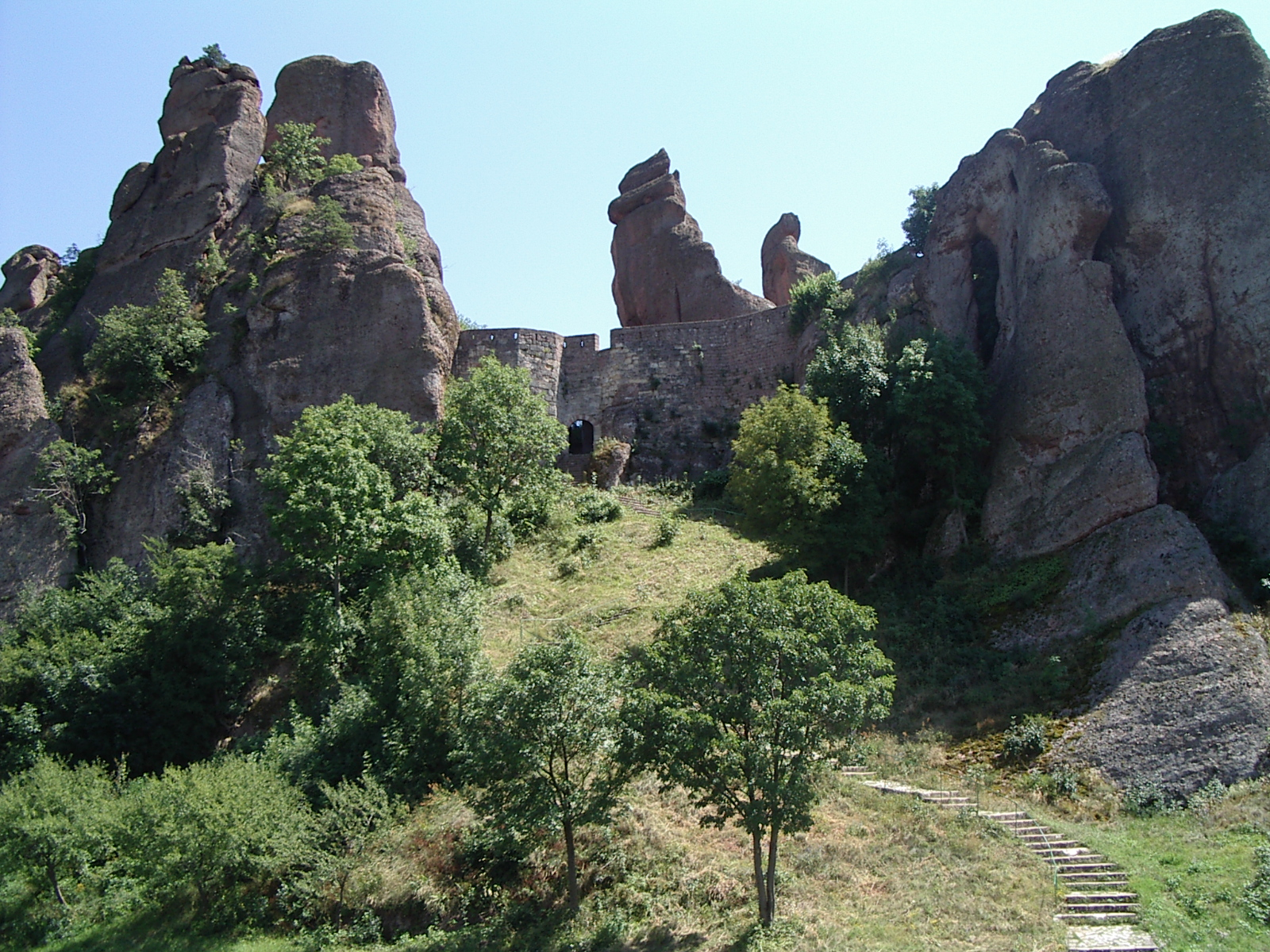
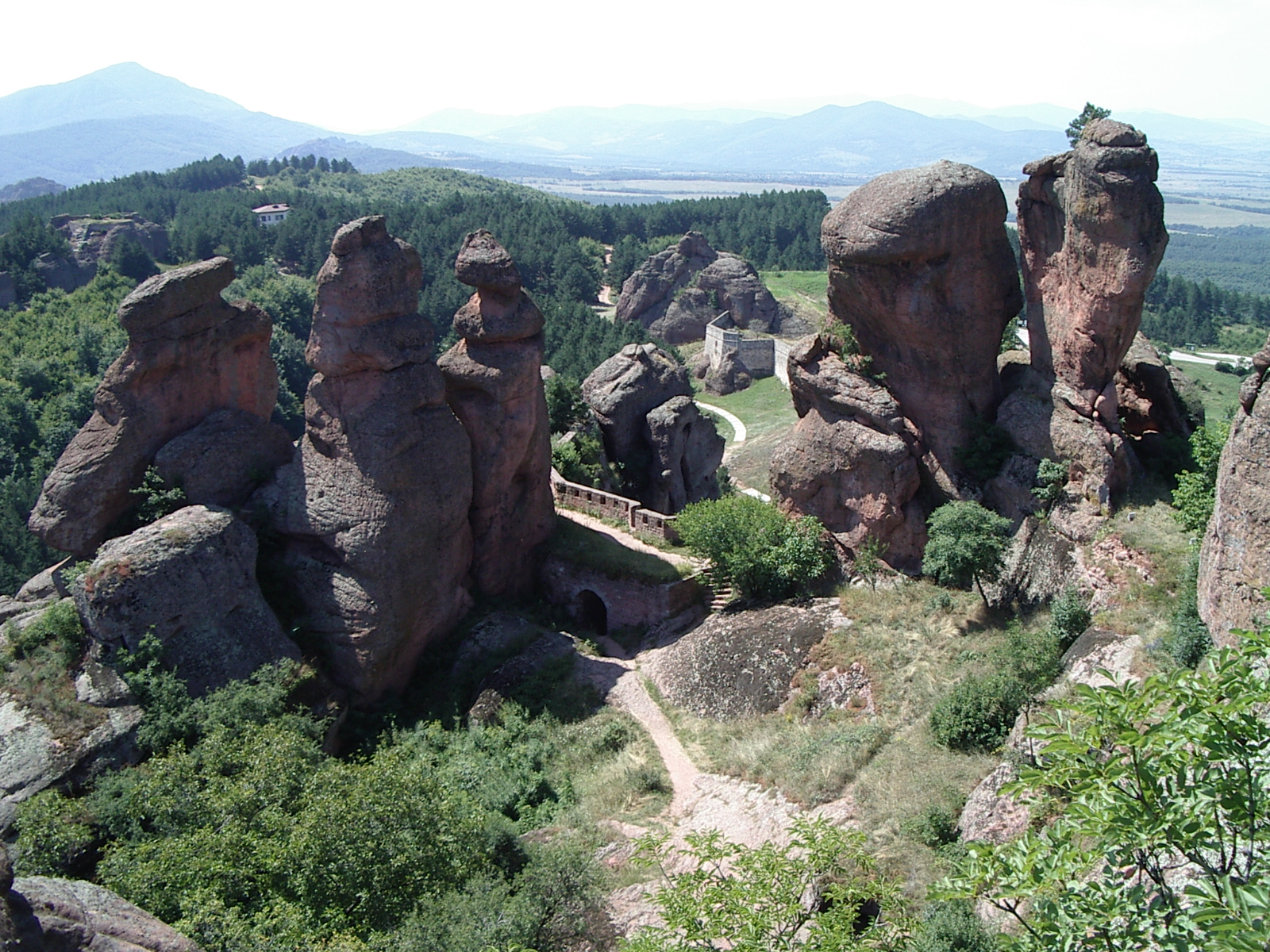
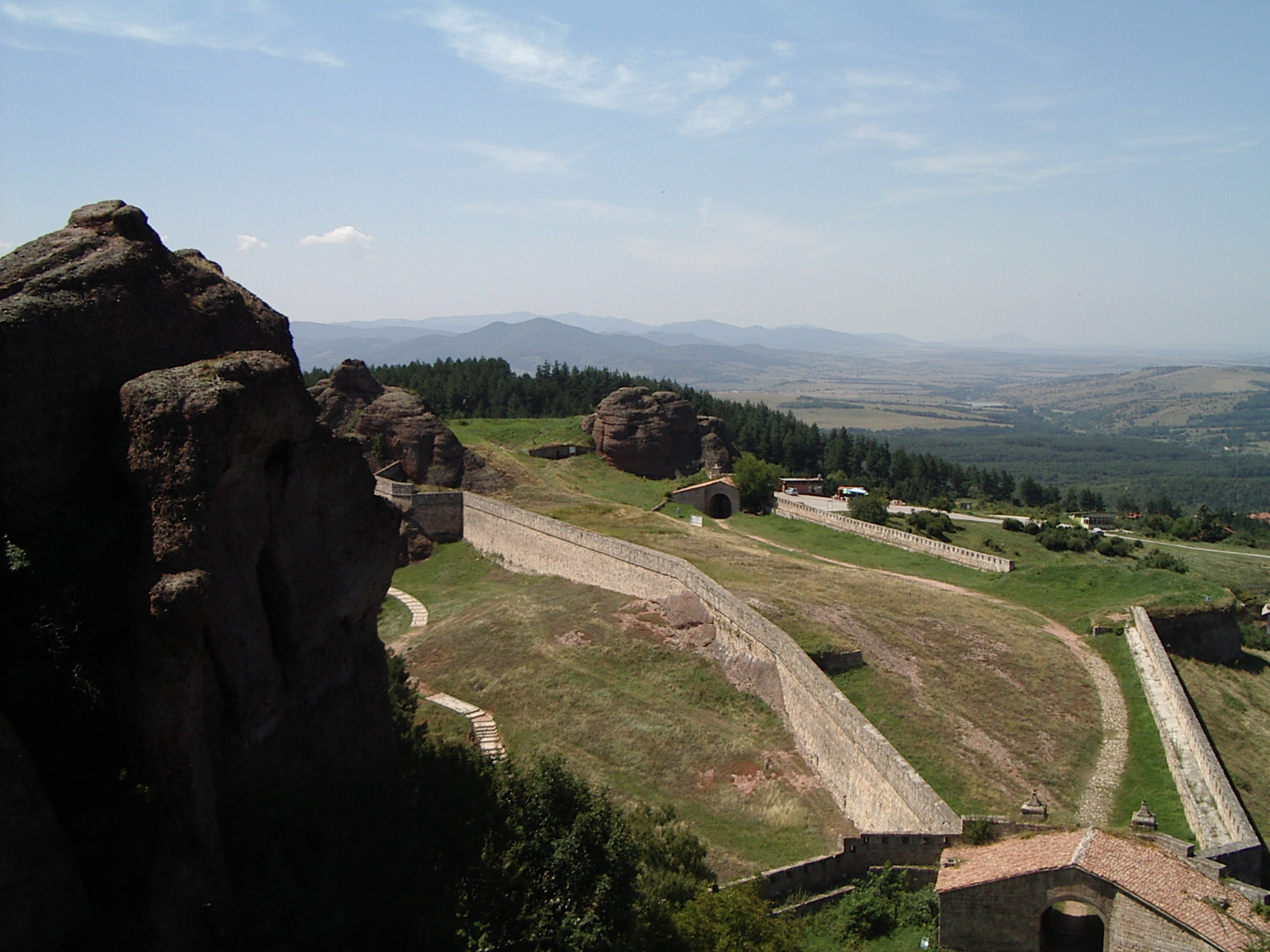
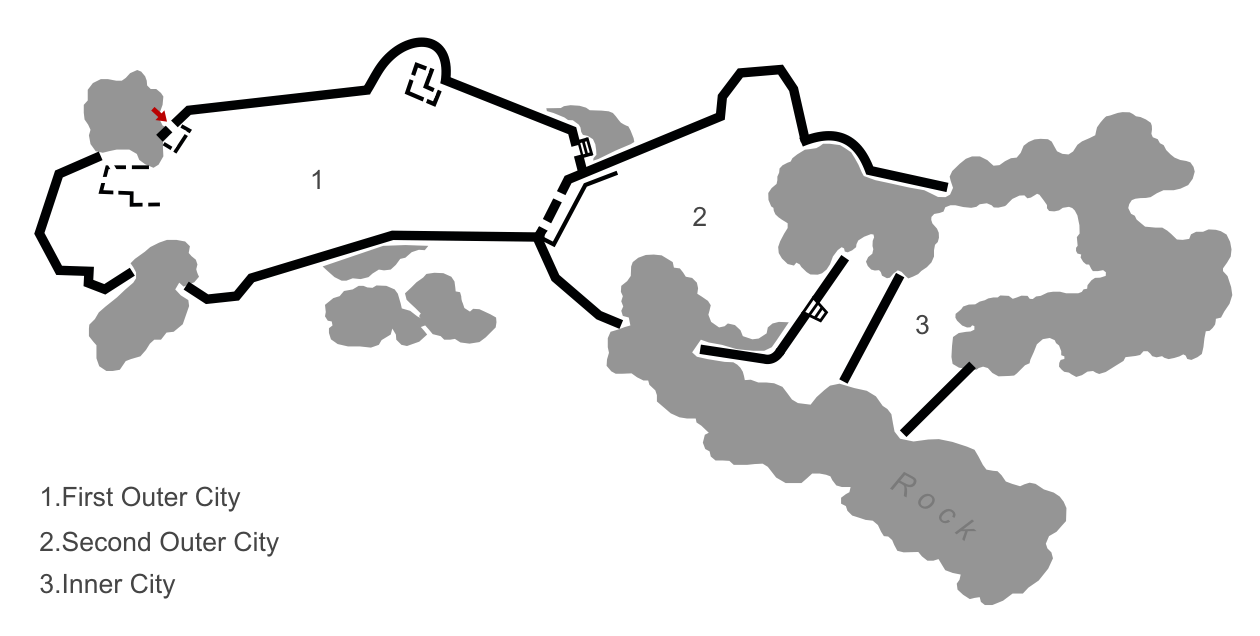
План